# Tim Freihöfer
Tim Freihöfer (* 21. August 2002 in Reutlingen) ist ein deutscher Handballspieler, der für den deutschen Bundesligisten Füchse Berlin aufläuft.

## Karriere

### Im Verein
Freihöfer, der in Lichtenstein bei Reutlingen aufgewachsen ist, begann das Handballspielen im Alter von vier Jahren bei der die SG Ober-/Unterhausen. Als C-Jugendlicher nahm er am Training der Männermannschaft des VfL Pfullingen teil und lief eine Saison für den Verein auf. Später entschloss sich Freihöfer dazu, zur JSG Echaz-Erms zu wechseln und spielte dort als 15-jähriger in der A-Jugend-Bundesliga. Im Jahr 2018 wechselte der Linksaußenspieler zu den Füchsen Berlin. Mit der A-Jugend der Füchse Berlin gewann er 2020 und 2021 die deutsche A-Jugendmeisterschaft. In der Saison 2020/21 bestritt er für die Herrenmannschaft der Füchse Berlin neun Spiele in der Bundesliga, in denen er 15 Treffer erzielte.
Freihöfer lief in der Saison 2021/22 für den Drittligisten 1. VfL Potsdam auf und war per Zweitspielrecht für die Füchse Berlin spielberechtigt, für die er ein Bundesligaspiel bestritt. Mit Potsdam stieg er 2022 in die 2. Bundesliga auf. Seitdem besitzt er einen Profivertrag bei den Füchsen Berlin. Mit den Füchsen gewann er die EHF European League 2022/23. In der Saison 2024/25 gewann er mit den Füchsen den ersten Meistertitel der Vereinsgeschichte.

### In Auswahlmannschaften
Freihöfer nahm 2017 mit der Landesauswahlmannschaft am Länderpokal teil und wurde im darauffolgenden Jahr bei der DHB-Sichtung in das All-Star-Team berufen. Mit der deutschen Jugendnationalmannschaft gewann er bei der U-19-Europameisterschaft 2021 die Goldmedaille. Mit der Juniorennationalmannschaft wurde er bei der U-21-Handball-Weltmeisterschaft 2023 in Deutschland und Griechenland Weltmeister. Am 26. Februar 2025 wurde er in die A-Nationalmannschaft berufen zum Vorbereitungslehrgang für die beiden Länderspiele gegen Österreich in der EM-Qualifikation.
Am 13. März 2025 hatte er beim EM-Qualifikationsspiel in Wien gegen Österreich sein Länderspieldebüt.